# Patty Hewes
Patricia "Patty" C. Hewes es un personaje de ficción de la serie dramática estadounidense Damages, el personaje es interpretado por Glenn Close. Patty Hewes es calificada como:«cruel», «maestra de la manipulación» y «brillante», Patty es una abogada, cuenta con su propia firma de abogados llamada Hewes y Asociados. Concebida como «una mujer con poder e influencia en un mundo dominado por los hombres», el personaje es tremendamente elogiado por su complejidad y la brillante actuación de Close.
Sirviendo como protagonista de la serie, Patty y su relación mentora-protegida con Ellen, es el punto central de la serie. Comenzando como socias y eventualmente progresar a una relación de madre-hija. El comportamiento de Patty hacia sus oponentes (más notablemente Arthur Frobisher), clientes y sus parientes distanciados, son recurrentes historias que se exploran con frecuencia.
Desde el episodio piloto de la serie, el personaje de Patty y la actuación de Glenn Close son temas de alabanza constante. Un ejemplo es Tim Goodman del San Francisco Chronicle que escribió: «es Close quien hace de Damages una serie convincente». El personaje de Close le valió numerosos premios, incluyendo dos premios Emmy a la mejor actriz en una serie dramática y un premio Globo de Oro a la mejor actriz de serie de televisión - drama, entre otros.

## Biografía

### Infancia y juventud
Es la hija de un juez, Patty creció rodeada por el sistema legal y el deseo de convertirse en una abogada. Sin embargo, sus nociones de justicia estaban deformadas por el abuso físico que sufrió a manos de su padre, que para sus compañeros era un juez justo y honesto, pero en privado, era un matón sádico. Como tal, Patty desarrolló un odio para los que utilizan sus posiciones de poder para intimidar y atormentar a los demás. Se casó joven, con un hombre que la apoyaba para estudiar en la escuela de leyes. Pero ella quedó embarazada mientras le ofrecían un trabajo en una poderosa firma de abogados en la ciudad de Nueva York. Su primer marido le exigió que rechazara el trabajo y pospusiera sus sueños de convertirse en una abogada con el fin de criar a su hija. Posteriormente, le advirtieron que su embarazo requeriría que se quedara en la cama, Patty optó por inducir un aborto involuntario mientras hacía una larga cabalgata. La pérdida de su hija perseguiría a Patty, quien rápidamente se divorció de su marido y comenzó su carrera de leyes.
Se mudó a la ciudad de Nueva York y se convirtió en un exitosa abogada, cuya crueldad fue igualada por su corrupción. En uno de los casos que definen su carrera, Patty convenció a un científico, Daniel Purcell (William Hurt), hacer una declaración en contra de su empresa, con el fin de que Patty pudiera ganar su caso. Patty y Daniel tuvieron un breve romance durante este período, de ahí resulta el nacimiento de su único hijo, llamado Michael Hewes (Zachary Booth). Patty se volvió a casar con un exitoso corredor de bolsa, Phil Grey (Michael Nouri), que ayudó a criar a su hijo como si fuera propio. 
Patty dedicó su vida a derribar «matones», hombres corruptos que abusan de su poder y posición. Y en el momento en que conoce a la joven y brillante Ellen Parsons (Rose Byrne) que está en medio del mayor caso de su carrera, el multimillonario Arthur Frobisher (Ted Danson), acusado de abuso de información privilegiada, se convierte en su último oponente. Pero a fin de incriminarlo ella tiene que llegar a Katie Connor (Anastasia Griffith), el único testigo de su esquema. Katie Connor es la hermana de David Connor (Noah Bean), el prometido de Ellen. Patty agarra la oportunidad y contrata a Ellen, y un complejo juego del gato y el ratón comienza.

### Historia dentro de la serie
Patty comienza a darse cuenta del verdadero potencial de Ellen y decide que no la despedirá después de que obtenga a la testigo (Katie Connor) a través de ella. Sin embargo, al final del caso Patty chantajea al abogado de Frobisher Ray Fiske (Zeljko Ivanek), y tras el chantaje, Ray Fiske se suicida enfrente de Patty. Ella confía en Ellen, pero pronto se da cuenta de que sabe demasiado sobre ella y la manda a asesinar. Patty se siente culpable por su decisión y se da cuenta de que Ellen se ha convertido en la sustituta de su hija muerta. Sin embargo, Ellen sobrevive y es acusada del asesinato de su prometido, el momento en que Patty vuelve a entrar en su vida. Patty le ayuda con los gastos y Ellen vuelve a trabajar para ella. Desconocido para Patty, Ellen ha decidido acabar con Patty y se convierte en informante del FBI, quien investiga a Patty. Posteriormente, Patty se da cuenta de que está siendo investigada por el FBI, cuando el FBI detienen a su tío y asistente personal (que organizó el fallido asesinato de Ellen), sin embargo, se intenta suicidar sin éxito, con el fin de evitar ser forzado a declarar en contra de Patty, aunque, posteriormente es asesinado por uno de sus socios. Al final, Patty logra tejer un esquema complejo para limpiar su nombre, pero a costa de ser apuñalada por un ejecutivo corrupto, perder a su marido (cuya infidelidad se revela al mundo debido a intrigas de Ellen), y en última instancia Ellen misma, que renuncia a la firma de abogados después de amenazar a Patty y hacerle confesar que la intentó asesinar.

## Recibimiento
Tras el primer episodio de la serie, Patty Hewes recibió enormes elogios. David Hinckley del New York Daily News, ha llamado el personaje: «el nuevo JR Ewing - alguien que es rico, poderoso, sin escrúpulos, connivencia y carismático. Y esta vez, esta aproximación de JR del siglo 21 es interpretado por una mujer». Muchos críticos pensaban que Close y su interpretación de Patty son la principal razón para el éxito crítico de la serie, sin embargo, algunas personas han criticado la «falsa complejidad» del personaje, al afirmar que su comportamiento psicótico no está conectado a la tierra. Heather Havrileskey de Salon.com ha dicho: «Patty es moralmente más corrupta y malvada que el villano central de la serie Arthur Frobisher (Ted Danson)».